# Пипин III
Пипин III Къси също Пипин Млади и Пипин Малкия (на латински: Pippinus Brevis; на френски: Pépin le Bref; на немски: Pippin der Jüngere, Pippin III, Pippin der Kurze, Pippin der Kleine) от династията на Каролингите е майордом на франките в периода 741 – 751 г., а от 751 г. – крал на франките. Баща е на Карл Велики.

## Биография
Възпитаван е в манастира „Сен Дени“. През 741 г. Пипин се жени за близката си роднина Бертрада от Лаон, наричана и Бертрада Млада (* ок. 725 – † 12 юли 783).
След смъртта на Карл Мартел през 741 г. франкското кралство е разделено между двата му сина от първия брак – Карлман (Аустрия, Алемания и Тюрингия) и Пипин Млади (Неустрия, Бургундия и Прованс). Владенията им са обединени в практически отделни държави, според представата на франките за земята/държавата, като за частна собственост на владетеля, който я дава в наследство поравно разделена между наследниците си, но отначало Пипин пак не е крал на своята част, а само майордом (управител от името на краля). През 751 г. със съгласието на папата, на събрание на франкските аристократи и на своите васали в Соасон, Пипин официално е коронясан за първия крал на франките от Каролингската династия. Последният крал от династията на Меровингите – Хилдерих III е затворен в манастир, където по-късно умира. През 754 г. титлата на Пипин е потвърдена и с коронация от папа Стефан II в Париж.
В началото на управлението си Пипин Къси концентрира усилията си в подобряване на отношенията с Църквата, изострени от секуларизацията (одържавяването) на църковни земи след Concilium Germanicum по времето на Карл Мартел (715 – 741 г.). Според постигнатия компромис, земите, раздадени от Карл Мартел като бенефиции отново се признават за църковни, но не са отнети от бенефициариите, а те са задължени да плащат на Църквата данък за тях, същевременно продължавайки да бъдат задължени да оказват военна подкрепа на краля, от когото пък Църквата трябва да получи разрешение, ако иска да отстрани от власт някой бенефициарий. Тези участъци започват да се наричат „прекарии по кралска воля“ (pracaria verbo regis). През 755 г. Пипин налага кралски монопол върху монетосеченето и неговата стандартизация.
Впоследствие – срещу коронацията си – Пипин организира и два похода (през 754 и 757 г.), против лангобардския крал Айзтулф, когото принуждава (към 756 г.) да върне под папски контрол заграбените от него земи в Равенския екзархат и византийския Пентаполис. С това той основава т.нар. Папска държава, като светска сила. Понеже в следващите векове Папската държава служи на Католическата църква, като основа за нейните претенции за светска власт над цяла Италия и дори над цяла Западна Европа, Римокатолическата църква признава приноса на Пипин III, като нарича жеста му Дар на Пипин. Освен това с двата си похода през 752 г. и 756 г. Пипин Къси отнема Септимания и Нарбон от арабите, а между 760 г. и 768 г. воюва и срещу кралство Аквитания.
Пипин III Къси умира през 768 г. и е наследен от двамата си сина Карл Велики и Карломан.

## Семейство
Внук е на Пипин Ерсталски и втори син на Карл Мартел (688 – 741 г.) – майордом на Австразия и фактически, но нетитулуван в този смисъл владетел на франките, които тогава все още се управляват официално от династията на Меровингите. Негова майка е първата съпруга на баща му - Ротруде от Трир (690 – 724 г.) По-големият му брат е Карлман. Полубрат е на Грифон и на Хилтруда.
С Бертрада Млада освен Карл Велики (747 – 814) и Карломан I (751 – 771) Пипин III Къси има още четири деца:
- Гизела (* 757, † 810) станала 788 г. абатеса на Chelles, в областта на Париж
- Пипин (* 759, † 761)
- Ротхайд
- Аделхайд

Погребан е в базиликата Сен-Дени при Париж до съпругата си Бертрада.